# Muli Katzurin
Samuel „Muli“ Katzurin (hebrejsky מולי (שמואל) קצורין; * 30. listopadu 1954, Tel Aviv, Izrael) je izraelský basketbalový trenér.
Od konce 70. let trénoval po dvě desítky let řadu basketbalových týmů Izraele, např. Hapoel Tel Aviv nebo Makabi Tel Aviv BC. V letech 1997 až 2004 trénoval izraelský národní tým. V roce 1999 se přesunul do Polska poté, co přijal nabídku Śląsk Wrocław.
V letech 2006 až 2010 koučoval ČEZ Basketball Nymburk. V této době klub získal čtyři tituly v Mattoni NBL a čtyři trofeje v Českém poháru. Mezi hráči byl pověstný svou náročností. Když nebyl s jejich výkonem spokojen, několikrát za své působení například nařídil další trénink v pět hodin ráno.
| „               | Chtěl jsem, aby hráči makali naplno. Mnohokrát jsem jim připomínal, že jsou profesionálové a že jsou za basketbal placení. Proto jsem žádal plnou oddanost a nejlepší možný výkon, v každém tréninku a zápase. Z toho jsem nikdy neslevil. | “ |
| — Muli Katzurin | |   |

V letech 2007 až 2009 se angažoval v polském národním basketbalovém týmu. V roce 2011 byl jmenován šéftrenérem německého celku Alba Berlin, později pokračoval do Skyliners Frankfurt a Eisbären Bremerhaven.